# Wanli (Neu-Taipeh)
Wanli (chinesisch 萬里區, Pinyin Wànlǐ Qū, Pe̍h-ōe-jī Bān-lí) ist ein Bezirk der Stadt Neu-Taipeh im Norden Taiwans, Republik China.

## Lage
Wanli grenzt im Nordosten an das Ostchinesische Meer, im Nordwesten und Süden an die ebenfalls zu Neu-Taipeh gehörenden Bezirke Jinshan und Xizhi, sowie im Südosten und Südwesten an die Städte Keelung und Taipeh. Während die Küste Wanlis von bizarren, durch Erosion entstandene Gesteinsformationen geprägt ist, ist das Hinterland hügelig und bewaldet.

## Geschichte und Bedeutung
Das Gebiet des heutigen Bezirks war ursprünglich von taiwanischen Ureinwohnern besiedelt. Im 17. Jahrhundert hatten zunächst die Spanier, dann die Niederländer für kurze Zeit die Kontrolle über das Gebiet inne, bevor sie im Jahr 1661 von den bei Wanli gelandeten Truppen Zheng Chenggongs vertrieben wurden. In der Folgezeit siedelten sich chinesische Fischer an. Eine der frühen Siedlungen mit Namen Wanli gab später dem ganzen Bezirk seinen heutigen Namen. Während in früherer Zeit die Fischerei den Hauptwirtschaftszweig der Gegend darstellte, ist heute dank der malerischen Küstenlandschaft Wanlis vor allem der Tourismus von großer Bedeutung.
In Wanli befindet sich das Kernkraftwerk Kuosheng, das zweitälteste Kernkraftwerk Taiwans (Inbetriebnahme 1981/83). Die beiden Reaktorblöcke wurden im Mai bzw. November 2016 außer Betrieb genommen.

## Sehenswürdigkeiten
Berühmtester Anziehungspunkt für Touristen ist das Kap Yeliu mit seiner malerischen Küstenlandschaft, die für ihre durch Erosion entstandenen und die menschliche Fantasie anregenden Gesteinsformationen berühmt ist.

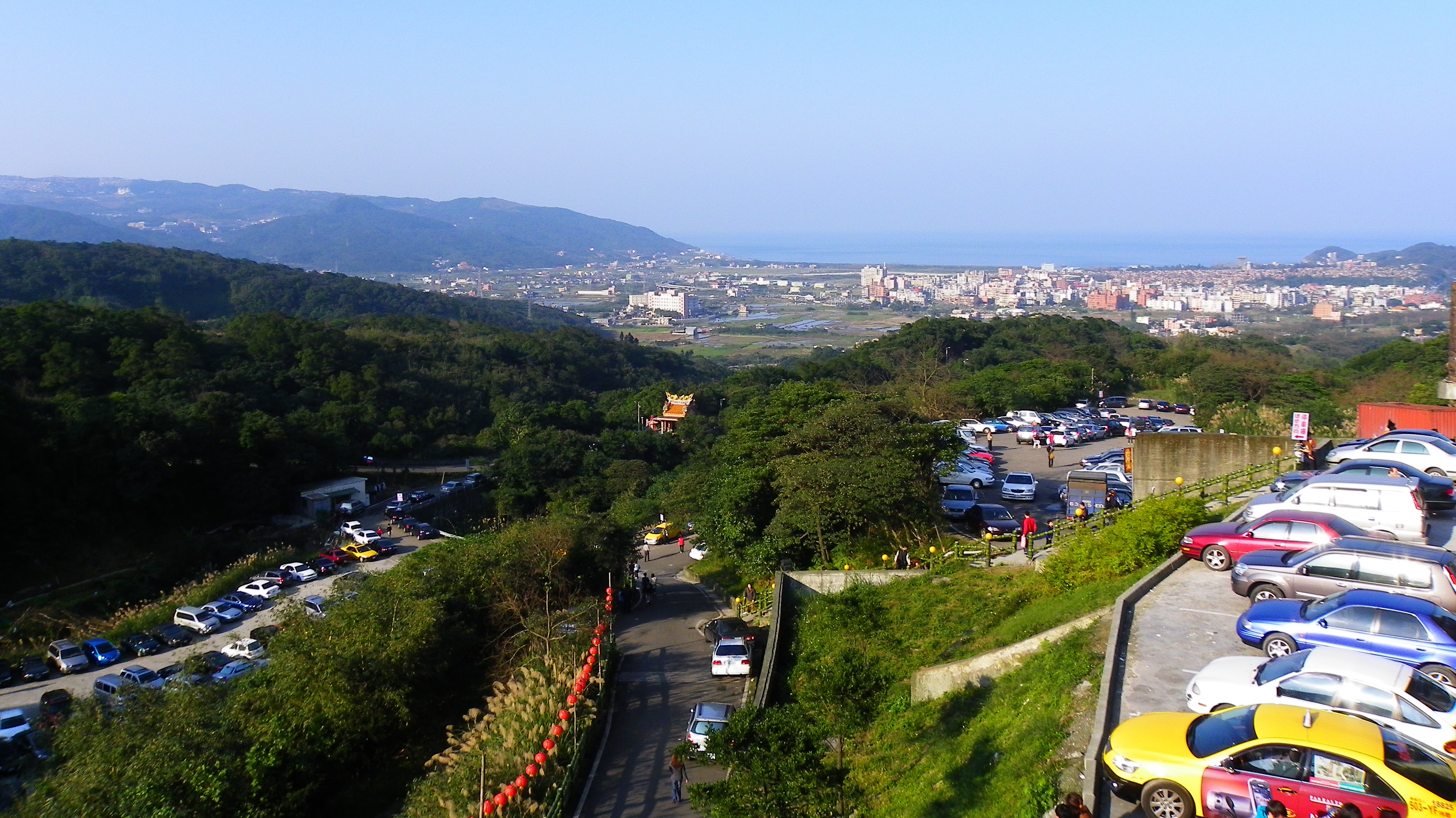
Blick auf Wanli
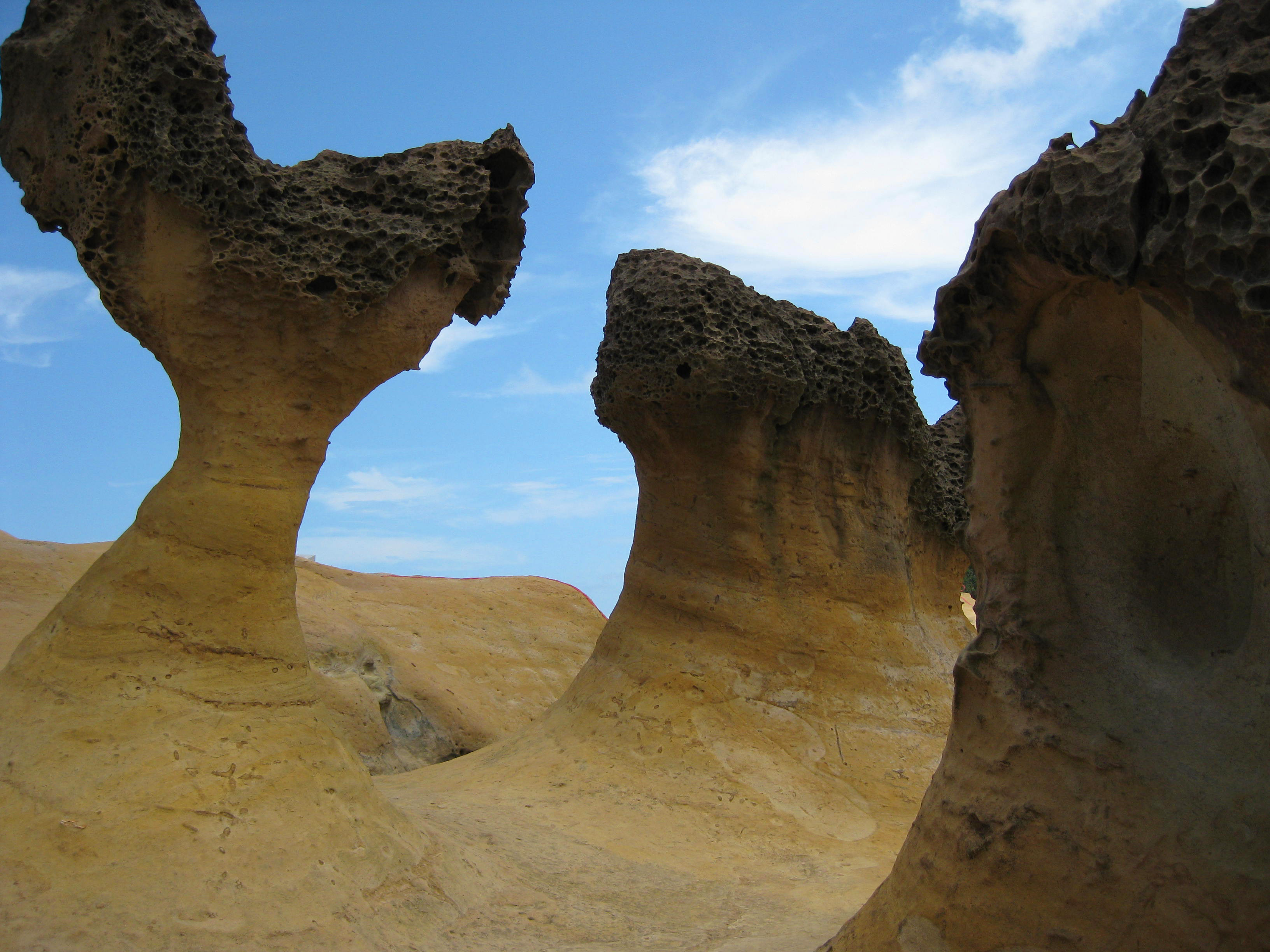
Gesteinsformationen am Kap Yeliu
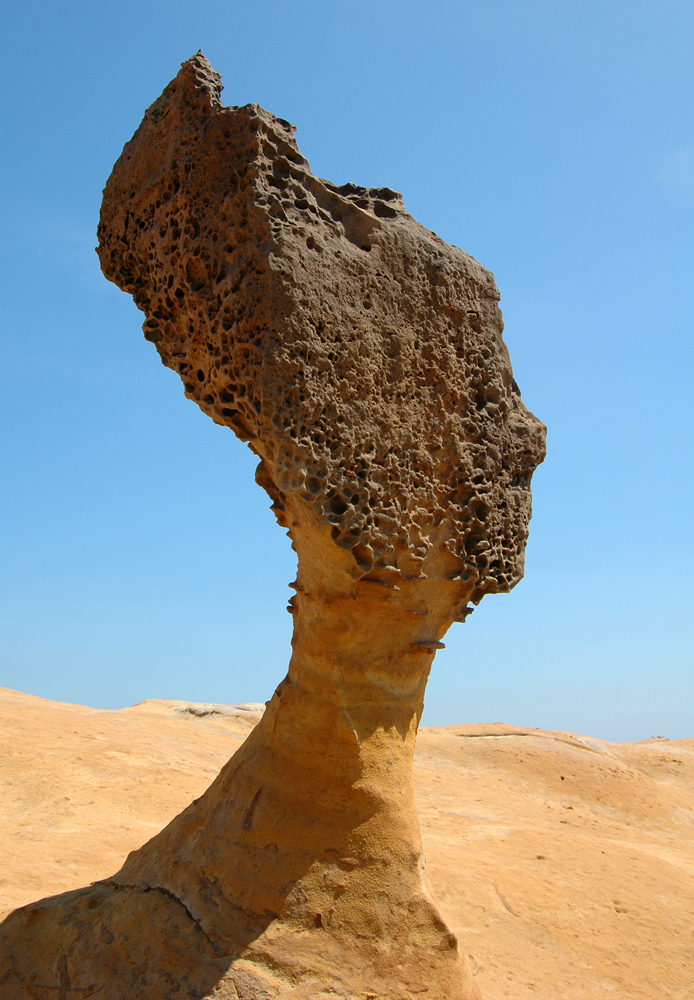
Yeliu, das „Haupt der Königin“

Im Westen hat der Stadtbezirk einen kleinen Anteil am Yangmingshan-Nationalpark.